# Albacete (tỉnh)
Là một tỉnh nằm ở cộng đồng tự trị Castile-La Mancha của Tây Ban Nha. Tỉnh này có diện tích km², dân số năm 2006 là 387.658 người. Thủ phủ là thành phố Albacete. Ngoài ra còn có các các đô thị khác. Tỉnh này giáp các tỉnh: Granada, Murcia, Alicante, Valencia, Cuenca, Ciudad Real và Jaén.